# 淫妹LOVE
『淫妹LOVE』（いんまいラブ）は、日本のアダルトゲームブランド・スワンマニアが2007年3月30日に発売した18禁アドベンチャーゲーム。

## 概要
有限会社アセンドアイの低価格ブランドの一つ・スワンマニアの第3作。兄妹間の近親相姦が主題で、ストーリーは大別して純愛ルートと調教ルートに分かれているが、陰鬱なムードの強いデビュー作『俺の手でイけ 〜痴漢の日々〜』に比べるとライトタッチな世界観になっている。

## 登場人物
篠森 悠太（しのもり ゆうた）
主人公。いつ頃からか妹の茜に激しく恋い焦がれるようになり、悶々とした日々を過ごしていた。ところが、自分の部屋で茜が自慰をしている姿を目撃したことが引き金となり、それまで内に秘めていた感情を爆発させてしまう。
篠森 茜（しのもり あかね）
悠太の妹。自他共に認めるお兄ちゃん子。兄の部屋に忍び込んで自慰をしていた所を見つかり、そのまま兄と肉体関係を持ってしまう。
豊香 百々花（とよのか ももか）
茜の親友。先輩である悠太に片想いしており、茜を気遣って一歩引いた立場を取っているが、エンディングをすべて見た後に解禁されるおまけシナリオでは一転して積極的となる。

## スタッフ
- 原画 - 文月紫
- 音楽 - Arp